# Коротовський
Коротовський (рос. Коротовский) — хутір у Серафимовицькому районі Волгоградської області Російської Федерації.
Населення становить 186 осіб. Входить до складу муніципального утворення Середньоцарицинське сільське поселення.

## Історія
Хутір розташований у межах українського історичного та культурного регіону Жовтий Клин.
Згідно із законом від 24 грудня 2004 року № 979-ОД органом місцевого самоврядування є Середньоцарицинське сільське поселення.

## Населення
| 2010 |
| ---- |
| 186  |